# Brachycaulos simplicifolius
Brachycaulos simplicifolius är en stenbräckeväxtart som beskrevs av B.K. Dixit och G. Panigrahi. Brachycaulos simplicifolius ingår i släktet Brachycaulos och familjen stenbräckeväxter. Inga underarter finns listade i Catalogue of Life.